# Сулейман Стальський
Сулейман Стальський (справжнє прізвище — Гасанбеков; лезгин. СтӀал Сулейман, рос. Сулейман Стальский; нар. 18 травня 1869 — пом. 23 листопада 1937) — лезгинський поет-ашуг, основоположник лезгинської, дорадянської поезії, один з найбільших дагестанських поетів XX століття, народний поет Дагестанської АРСР (1934). Максим Горький на 1-му з'їзді письменників СРСР назвав Сулеймана Стальського «Гомером XX століття».
Написав твори «Старшина» — 1909, «Судді» — 1913, «Слово про муллу Рамазана із аулу Векеляр», «Самовар», «Ти комуністом будь!», «Прекрасна світу новизна», «Першотравневий лист», «Дагестан», «Поема про Серго Орджонікідзе» — 1936, «Дума про Батьківщину» — 1937.

## Вшанування пам'яті
На честь Сулеймана Стальського названо низку вулиць в країнах, що входили до складу СРСР, зокрема в Україні на його честь названі вулиці в Донецьку, Києві, Чернівцях та Шостці.